# Thomas Rentmeister

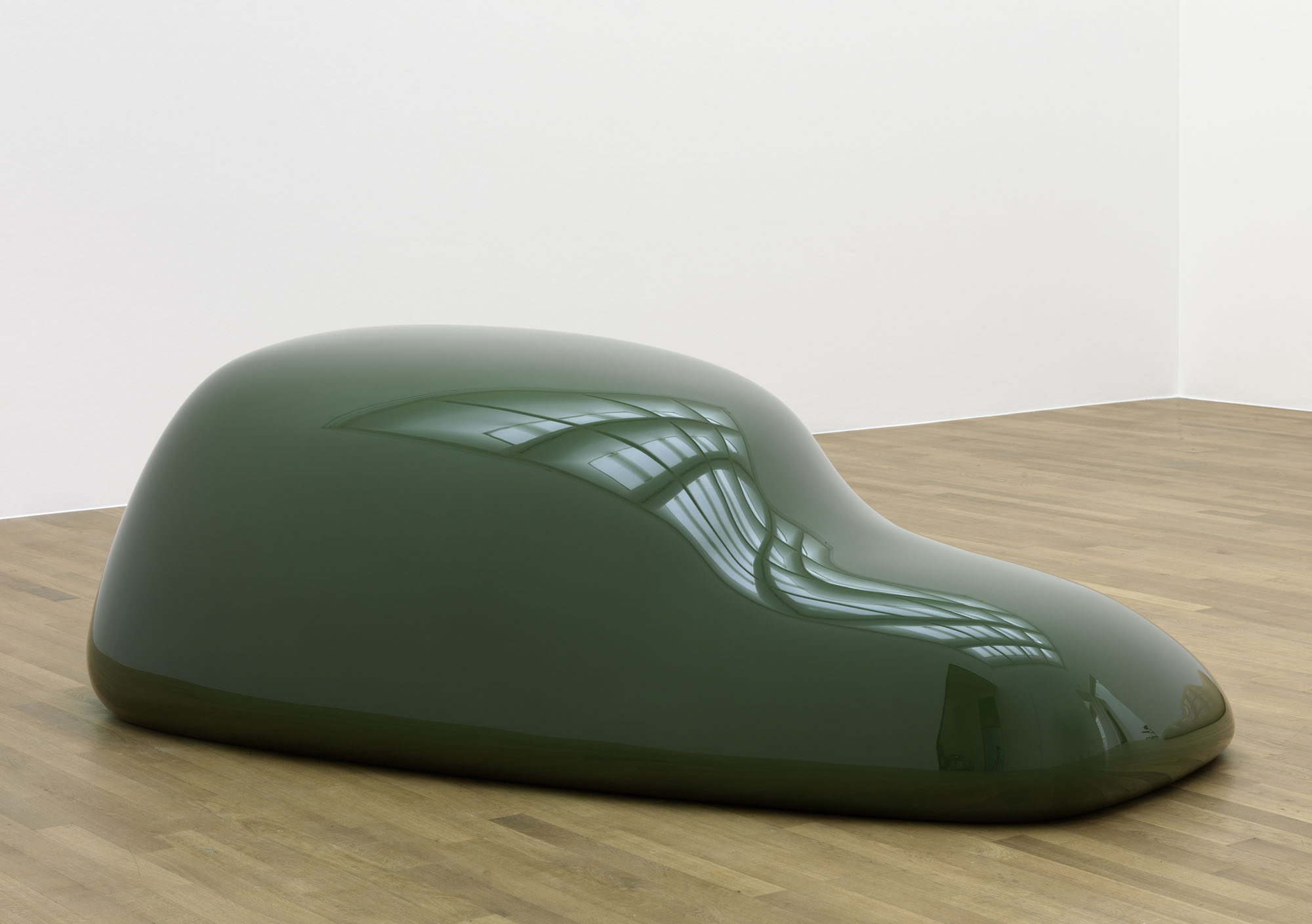
Thomas Rentmeister - zonder titel, 2011

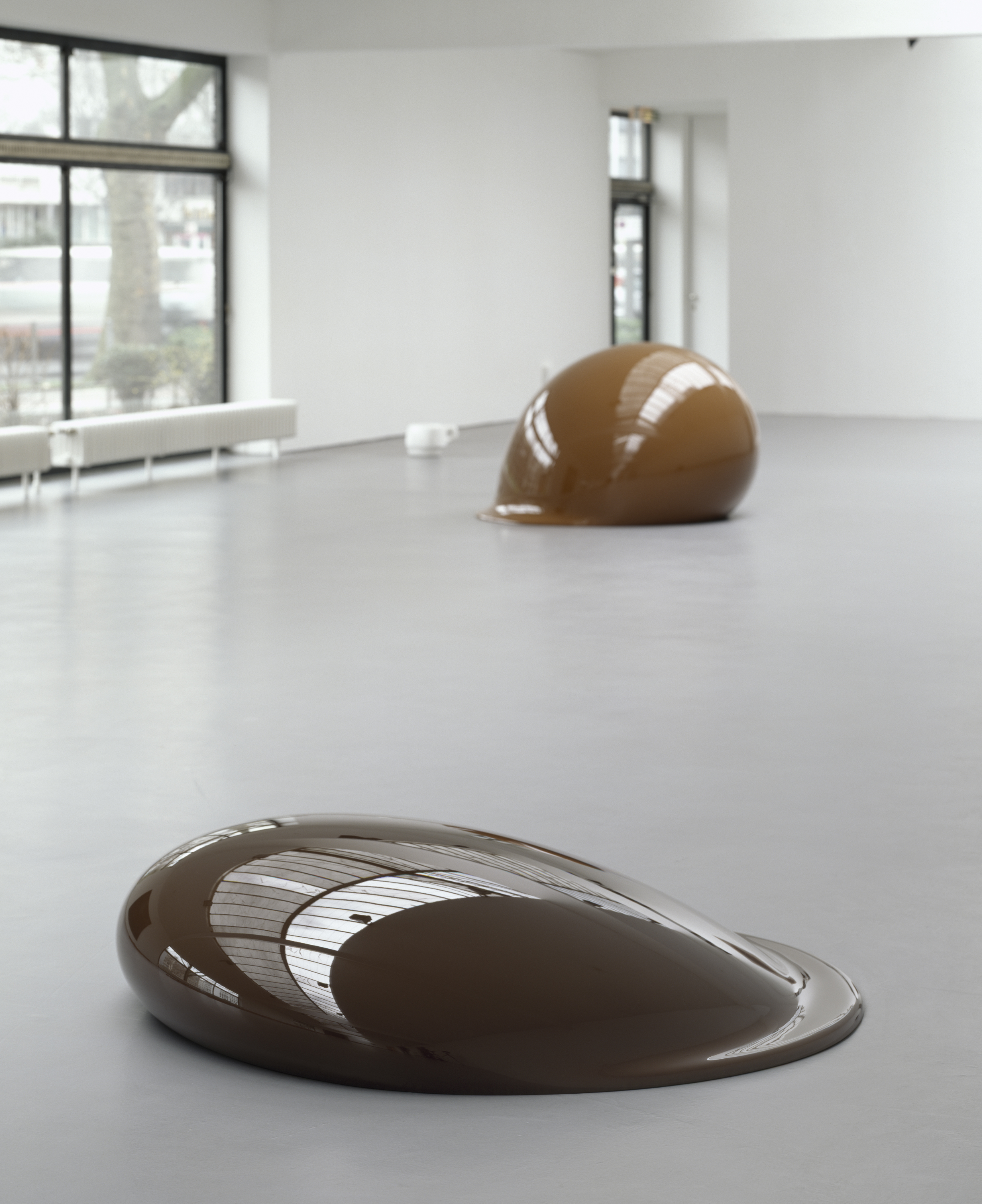
Thomas Rentmeister, op de voorgrond: zonder titel, 1994, polyester resin / op de achtergrond: zonder titel, 1993, polyester resin

Thomas Rentmeister (4 maart 1964, Reken/Westfalen, Duitsland) is een Duitse kunstenaar. Hij is actief in Berlijn en geeft les aan de Hogeschool voor Beeldende kunst van Braunschweig.

## Biografie
Rentmeister studeerde van 1987 tot 1993 aan de Kunstacademie Düsseldorf waar hij les kreeg van Günther Uecker en Alfonso Hüppi. In 1999 werd hij lector aan de kunstacademie in Kassel. Hij gaf van 2002 tot 2004 les aan de Universiteit van de Kunsten in Berlijn en van 2005-2006 aan de kunstacademie Berlijn-Weißensee. Hij werd lector in Braunschweig in 2007 en werd in 2009 bevorderd tot professor.

## Werk
Rentmeister werd bij het grote publiek bekend met zijn hoogglans sculpturen van polyester die eruitzien als grote 'blobs' of stripfiguren. 
Vanaf 1999 heeft hij herhaaldelijk werk gemaakt met Nutella chocoladepasta en babycrème. Hij neemt "een reeks van in massa geproduceerde huishoudelijke materialen als eenheden of bouwstenen; van suikerklontjes en wattenstaafjes tot Tempo zakdoekjes, stopcontacten en complete koelkasten. Vervolgens maakt hij sculpturen met behulp van deze materialen.

## Tentoonstellingen
Rentmeisters werk is te zien geweest in tal van internationale galeries en musea. 
Een selectie van solotentoonstellingen
- 2014  Considering the Matter,  Meštrović Pavilion - HDLU, Zagreb, Kroatië
- 2012  Objects. Food. Rooms., Perth Institute of Contemporary Arts, Perth, Australië
- 2011  Objects. Food. Rooms., Kunstmuseum Bonn, Duitsland
- 2008  Denken in Werken, Centraal Museum Utrecht
- 2007  Mehr, Haus am Waldsee, Berlin, Duitsland
- 2006  Die Löcher der Dinge, Museum Ostwall, Dortmund, Duitsland
- 2005  Minimal Pop, Museum Boijmans van Beuningen, Rotterdam
- 2004  Zwischenlandung, Kunsthalle Nürnberg, Duitsland
- 2002  WerkRaum.10, Hamburger Bahnhof (Berlin), Duitsland
- 2004  Zwischenlandung, Kunsthalle Nürnberg, Duitsland
- 2002  WerkRaum.10, Hamburger Bahnhof (Berlijn), Duitsland
- 2001  braun, Kölnischer Kunstverein, Keulen, Duitsland
- 1997  Centre d'Art Contemporain de Vassivière en Limousin, Frankrijk
- 1995  Museum Abteiberg, Mönchengladbach, Duitsland